# Гертьян Вербек
Гертьян Вербек (нід. Gertjan Verbeek, нар. 1 серпня 1962, Девентер) — нідерландський футболіст, що грав на позиції захисника, зокрема за «Геренвен». По завершенні ігрової кар'єри — тренер.

## Ігрова кар'єра
Народився 1 серпня 1962 року в Девентері. Вихованець юнацьких команд футбольних клубів «Зюйд Есхмарке» та ATC'65.
У дорослому футболі дебютував 1984 року виступами за команду «Геренвен», в якій провів дев'ять сезонів, взявши участь у 254 матчах чемпіонату. Більшість часу, проведеного у складі «Геренвена», був основним гравцем захисту команди. В сезоні 1986/87 також грав за «Гераклес» (Алмело) на правах оренди.

## Кар'єра тренера
Завершивши ігрову кар'єру 1994 року, залишився в системі «Геренвена», обійнявши посаду помічника головного тренера.
2001 року розпочав самостійну тренерську кар'єру, очоливши тренерський штаб «Гераклеса» (Алмело). За три роки, у 2004, повернувся до  «Геренвена», вже як головний тренер.
Згодом у 2008–2013 роках працював з командами «Феєнорд», «Гераклеса» (Алмело) та АЗ (Алкмар). На чолі останньої команди здобув Кубок Нідерландів розіграшу 2012/13.
2013 року прийняв пропозицію попрацювати у Німеччині, очоливши команду «Нюрнберга». Згодом у 2015–2017 роках тренував «Бохум».
У 2017–2018 роках знову працював на батьківщині, як головний тренер «Твенте».
Протягом 2019–2020 років тренував австралійський «Аделаїда Юнайтед», який під його керівництвом здобув Кубок Австралії 2019 року.
Наразі останнім місцем тренерської роботи був «Алмере Сіті», головним тренером команди якого Гертьян Вербек був по ходу 2021 року.

## Титули і досягнення

### Як тренера
- Володар Кубка Нідерландів (1):

АЗ: 2012-2013
- Володар Кубка Австралії (1):

«Аделаїда Юнайтед»: 2019